# Allophyes nigrilinea
Allophyes nigrilinea är en fjärilsart som beskrevs av Edward Alfred Cockayne 1951. Allophyes nigrilinea ingår i släktet Allophyes och familjen nattflyn. Inga underarter finns listade i Catalogue of Life.